# پیسارووو (استان دوبریچ)
پیسارووو (به بلغاری: Pisarovo) یک منطقهٔ مسکونی در بلغارستان است که در شهرستان جنرال توشوو واقع شده‌است.